# Michał Anioł (aktor)
Michał Anioł (ur. 11 maja 1954 w Warszawie) – polski aktor. 
Rozpoznawalność zapewnił mu udział w filmach takich jak Karate po polsku (1982), Pensja pani Latter (1982), Podróże pana Kleksa (1985) i Karol. Człowiek, który został papieżem (2004) oraz serialu Przyjaciele (1979). 
W 2016 został odznaczony Brązowym Medalem „Zasłużony Kulturze Gloria Artis”. 

## Wczesne lata
Urodził się i dorastał w Warszawie wspólnie z bratem Sławomirem. Jego ojciec był dziennikarzem. Początkowo chciał być szoferem, zanim w wieku 9 lat zaczął pociągać go świat aktorski. Był chłopcem nieśmiałym, zamkniętym w sobie i nadwrażliwym, a poczucie wolności dawała mu telewizja, szczególnie westerny Rio Bravo, Vera Cruz i Siedmiu wspaniałych, radio i kino, zwłaszcza filmy Strach na wróble, Swobodny jeździec czy Nocny kowboj. W 1977 ukończył warszawską PWST, gdzie studiował na jednym roku z Grażyną Szapołowską, Cezarym Morawskim i Marcinem Trońskim. Na ostatnim roku studiów zagrał Mamiliusza, Czas i Floryzela w przedstawieniu Zimowa opowieść autorstwa Williama Szekspira w reżyserii Zofii Mrozowskiej.

## Kariera teatralna
Zaraz po skończeniu studiów, w sezonie 1977/1978 otrzymał angaż w Teatru na Woli, z którym był związany do 1984. Po debiucie w Przedstawieniu „Hamleta” we wsi Głucha Dolna Iva Brešana w reż. Kazimierza Kutza (1977) zagrał Tomasza w Podróży po Warszawie Feliksa Szobera w reż. Andrzeja Strzeleckiego (1977), małego mnicha w Życiu Galileusza Bertolta Brechta w reż. Ludwika René (1978), rekruta w Ulicach sytych Emila Zegadłowicza w reż. Andrzeja Kopera (1978), partyzanta w Do piachu... Tadeusza Różewicza w reż. Tadeusza Łomnickiego (1979), Awramczeto w Próbie lotu Jordana Radiczkowa w reż. Krikora Azariana (1980), kapitana w Niebezpiecznie, panie Mochnacki Jerzego Mikke w reż. Jerzego Krasowskiego (1981), młodego w Pralni w reż. Stanisława Tyma (1981), zalotnika w Amadeuszu Petera Shaffera w reż. Romana Polańskiego (1981), Jasia w Klonowych braciach Eugeniusza Szwarca w reż. Edwarda Wojtaszka (1982), chłopaka w Nie igra się z miłością Alfreda de Musset w reż. Janusza Bukowskiego (1982), adiutanta Napoleona (w tej roli Marek Dąbrowski) i księcia Anatola Kuragina w Wojnie i pokoju Lwa Tołstoja w reż. Andrzeja Chrzanowskiego (1982), Araba w Przyjacielu wesołego diabła Kornela Makuszyńskiego w reż. Jana Skotnickiego (1983) i Teofila w Igraszkach z diabłem Jana Drdy w reż. Tomasza Grochoczyńskiego (1984).
Występował w stołecznym Teatrze Narodowym jako Poeta w przedstawieniu Lilla Weneda Juliusza Słowackiego w reż. Krystyny Skuszanki (1984) i w roli Mitcha w sztuce Tramwaj zwany pożądaniem Tennessee Williamsa w reż. Waldemara Matuszewskiego (1986), a także w chorzowskim Teatrze Rozrywki jako Jerry Ryan w Huśtawce Colemana Cy w reż. Marcela Kochańczyka (1985) i jako On w musicalu Agnieszki Osieckiej Apetyt na czereśnie w reż. Dariusza Miłkowskiego (1987).
W 1988 wyemigrował do Grecji. W latach 1989–1998 mieszkał w Kanadzie i Stanach Zjednoczonych. Pracował m.in. jako recepcjonista i pracownik wypożyczalni kaset wideo. Studiował w American Academy of Dramatic Arts. Grał w teatrach kanadyjskich, m.in. Pozzo w sztuce Czekając na Godota Samuela Becketta, i prowadził własne Kontrast Actor Studio. 
W 2007 Jan Tomaszewicz, dyrektor Teatru im. Osterwy w Gorzowie Wielkopolskim, poprosił Anioła, żeby zastąpił ciężko chorego Alika Maciejewskiego w roli Starszego Pana Stanisława w Babci Michała Walczaka w reż. Sławomira Batyry. W latach 2008–2019 Anioł związał się z gorzowskim Teatrem im. Osterwy. W 2010 za rolę działacza w Zapachu żużla Iwony Kusiak w reż. Jacka Głomba został doceniony przez redaktora „Dialogu” Jacka Sieradzkiego i umieszczony w jego w Subiektywnym Spisie Aktorów Teatralnych. W 2019 został laureatem nagrody Juliusza przyznanej przez Stowarzyszenie Widzów Gorzowskiego Teatru za role w Teatrze im. Osterwy w sezonie 2018/2019, w tym Bacha w Kolacji na cztery ręce i towarzysza Bukara w Przedstawieniu Hamleta we wsi Głucha Dolna. W 2021 zdobył Motyla, Nagrodę Kulturalną Prezydenta Miasta Gorzowa Wielkopolskiego.

## Kariera ekranowa
Na małym ekranie zadebiutował rolą ucznia w mieszkaniu Jedlińskiego w serialu Polskie drogi (1976). W pełnometrażowej produkcji fabularnej zadebiutował w niewielkiej roli partyzanta w filmie telewizyjnym Krzysztofa Zanussiego Drogi pośród nocy (Wege in der Nacht, 1979). Sympatię widzów zyskał rolą młodego artysty plastyka Michała Szczerbica w dramacie sensacyjnym Wojciecha Wójcika Karate po polsku (1982). Stał się rozpoznawalny też wśród młodszej widowni dzięki roli kapitana Kwaterno w familijnym filmie muzycznym fantasy Krzysztofa Gradowskiego Podróże pana Kleksa (1985).  
Był obsadzany w spektaklach Teatru Telewizji: Wesele (1981) jako Wojtek w reż. Jana Kulczyńskiego, Śmierć po raz drugi (1984) jako Michael Eastwood w reż. Barbary Sałackiej, Zapis ojca Hermanna (1985) jako Zbigniew w reż. Jerzego Krasowskiego, Afera mięsna (2007) jako Kazimierz Witaszewski  w reż. Janusza Dymka i Czarnobyl. Cztery dni w kwietniu (2010) jako generał Florian Siwicki w reż. Janusza Dymka.
Podczas pobytu w Stanach Zjednoczonych wystąpił gościnnie w serialach: Napoleon (1991), Millennium (1997) jako ksiądz i Gliniarz z dżungli. Wziął udział w produkcjach Mariusza Pujszo – Polisz kicz projekt (2003), Legenda (2005) i Polisz kicz projekt... kontratakuje! (2006), a także w programie Singa Dinga (2008). Za rolę Pasternaka, ojca Zbyszka (Rafał Zawierucha) w filmie Andrzeja Barańskiego Księstwo (2011) był nominowany do nagrody Złota Kaczka.

## Dubbing
Zajmował się także dubbingiem. Użyczył swojego głosu Davidowi Wilkersonowi w adaptacji filmowej powieści Krzyż i sztylet (1970), Fredowi w serialu animowanym Scooby i Scrappy Doo (1979) i Białemu Lwu w serialu Bajarz (1987). Brał udział w słuchowiskach Teatru Polskiego Radia: Lutnia z Czarnolasu Jana Kochanowskiego w reż. Henryka Rozena (1980), Syn Jagiełły Władysława Milczarka w reż. Jana Zelnika (1980) jako Władysław III Warneńczyk, Stąd do wieczności Jamesa Jonesa w reż. Macieja Zembatego (1980) i Koniec świata Stanisława Stanika w reż. Jana Warenyci (2004) jako konduktor.

## Filmy
- 1979 – Drogi pośród nocy jako partyzant
- 1980 – Powstanie listopadowe. 1830–1831 jako podchorąży
- 1980 – Przed odlotem jako pracownik ośrodka atomowego w Świerku
- 1982 – Karate po polsku jako Michał Szczerbic
- 1982 – Pensja pani Latter jako student Kotowski
- 1984 – 111 dni letargu jako kierowca gestapo
- 1984 – Kobieta w kapeluszu jako pracownik Desy
- 1985 – Krzyż i sztylet jako David Wilkerson (głos, polski dubbing)
- 1985 – Podróże pana Kleksa jako kapitan Kwaterno
- 1989 – Po upadku. Sceny z życia nomenklatury jako milicjant aresztujący Piotra
- 1990 – Kapitan Conrad
- 2003 – Polisz kicz projekt jako Michał
- 2004 – Karol. Człowiek, który został papieżem jako Mieczysław Kotlarczyk
- 2005 – Fortuna czyha w lesie jako brat Swego Brata
- 2005 – Legenda jako Dozorca
- 2005 – Rajustopy jako łodzianin Jacek
- 2006 – Polisz kicz projekt... kontratakuje! jako Michał
- 2007 – Teczki jako Tomasz Wertyk
- 2007 – Rezerwat jako pijaczek w barze
- 2007 – Co się stało?
- 2008 – Wiosna 1941 jako niemiecki żołnierz
- 2008 – Drzazgi jako Henio
- 2011 – Wojna żeńsko-męska jako przedstawiciel CMP
- 2011 – Księstwo jako Pasternak
- 2014 – Bogowie jako dyrektor Zjednoczenia Węglowego
- 2016 – Urodziny jako ojciec Anny
- 2016 – Jestem mordercą jako oficer
- 2019 – Supernowa jako adwokat Adama
- 2020 – Zieja jako minister Kowalczyk

## Seriale
- 1976 – Polskie drogi jako uczeń w mieszkaniu Jedlińskiego (odc. 5)
- 1977 – Lalka jako student na tajnym zebraniu
- 1977 – Noce i dnie jako powstaniec
- 1979 – Przyjaciele jako Daniel Osadowski
- 1980 – Dom jako plutonowy Ochraniak
- 1984 – 1944 jako podporucznik Julian Wielacz
- 1987 – Dorastanie jako górnik Urbański
- 1987 – Rzeka kłamstwa jako Staszek Jeleń
- 1988 – Rodzina Kanderów jako Antoni Bareczko
- 1988-1990 – W labiryncie jako Stefan
- 1989 – Scooby i Scrappy Doo – Fred (głos, odc. 7, 9; pierwszy polski dubbing)
- 1990 – Bajarz jako Biały Lew (głos, odc. 9; polski dubbing)
- 1990 – Napoleon (odc. 6)
- 1997- Millennium w odcinku 21 zagrał rosyjskiego popa
- 1999, 2008 – Klan jako lekarz-kolega Pawła Lubicza / mężczyzna na przystanku[8]
- 1999 – Pierwszy milion jako celnik w pociągu
- 2000 – Klasa na obcasach jako ojciec Kaliny
- 2000 – Sukces jako kierowca Tekli
- 2001 – Miodowe lata jako Bolek (odc. 75)
- 2001-2002, 2006  – Na dobre i na złe jako leśniczy (63, 90) /Edward Wasilczuk (273)
- 2002 – Samo życie jako prezes firmy budowlanej „Idealne Osiedle” (odc. 882)[9]
- 2003 – Na Wspólnej jako terapeuta (odc. 676, 680, 682, 685, 717, 727)
- 2004 – Dziki jako człowiek z centrali ABW
- 2004 – Glina jako Sławomir Woźnicki (odc. 7, 8)
- 2005 – Plebania jako notariusz (odc. 595)
- 2006 – Mrok jako Władysław Jawor
- 2006-2007 – Kopciuszek jako Zawisza
- 2007 – Kryminalni jako Zbigniew Molęda (odc. 82)
- 2008 – Złotopolscy jako inspektor (odc. 1017-1018)
- 2011 – Czas honoru jako niemiecki chłop (odc. 45)
- 2012 – Prawo Agaty jako prokurator Staroń (odc. 16)
- 2013 – Ojciec Mateusz jako kłusownik Wander (odc. 105)
- 2013 – Przyjaciółki jako Karski (odc. 20)
- 2015 – O mnie się nie martw jako klient Łukasza (odc. 37)
- 2015 – Historia Roja jako generał (odc. 3)
- 2016 – Komisarz Alex jako Potocki (odc. 93)
- 2017 – Lekarze na start jako Jan Nowak (odc. 39)